# فرانک-پیتر روتش
فرانک-پیتر روتش (انگلیسی: Frank-Peter Roetsch؛ زادهٔ ۱۹ آوریل ۱۹۶۴) ورزشکار دوگانه اهل آلمان بود.